# Jamie McShane
Jamie McShane, né à Saddle River, dans le New Jersey, est un acteur américain.
Il est surtout connu pour ses rôles dans Sons of Anarchy, Southland et Bloodline, et en tant qu'agent Jackson dans les films de l'Univers cinématographique Marvel Thor (2011) et Avengers (2012). 
En 2022, il joue dans des productions Netflix : l'inspecteur Lankford dans La Défense Lincoln et le shérif Galpin dans Mercredi.

## Biographie

### Enfance
Jamie McShane est né et a grandi dans le nord du New Jersey avec ses quatre frères et sœurs. Il a obtenu son BA en anglais à l'Université de Richmond en 1988.

### Carrière
McShane a eu une longue carrière avec de nombreux rôles récurrents dans des séries télévisées telles que 24 Heures chrono, Dr House, Stalker, Fear the Walking Dead, et The Fosters. Ses rôles les plus notables sont Cameron Hayes dans Sons of Anarchy, le sergent Terry Hill dans Southland, et Eric O'Bannon dans Bloodline. McShane aura également un rôle récurrent dans Les Experts : Vegas.
Le travail cinématographique de McShane comprend Gone Girl et Argo .
En octobre 2016, McShane a reçu le prix Maltese Falcon pour son interprétation du personnage d'Eric O'Bannon dans la série télévisée Bloodline . Le prix a été décerné par le Humphrey Bogart Film Festival à Key Largo et présenté par le fils de Humphrey Bogart, Stephen.

## Filmographie

### Films
| Année | Titre                                | Rôle                                                | Remarques     |
| ----- | ------------------------------------ | --------------------------------------------------- | ------------- |
| 1997  | Prison du comté de Macon             | Adjoint 1                                           |               |
| 1998  | Le recenseur                         | Michel Jacoby                                       | Court métrage |
| 2002  | Vitesse terrestre                    | Miles Vanover                                       |               |
| 2002  | Le tout pour le tout                 | Détective Ross                                      |               |
| 2002  | Légende du cavalier fantôme          | Victor                                              |               |
| 2002  | Bien.                                | Éd                                                  | Court métrage |
| 2003  | Le Gigge                             | Père Lonergan                                       | Court métrage |
| 2003  | Parsons du grand vol                 | Animateur radio                                     |               |
| 2004  | À la poursuite de la lumière du jour | Papa                                                | Court métrage |
| 2004  | Vous allez tellement en enfer !      | Federico                                            |               |
| 2005  | Otage                                | Joe Mac                                             |               |
| 2005  | Double Riposte                       | Vincent                                             | Vidéo         |
| 2006  | Rédemption                           | Arbitre                                             |               |
| 2007  | M. Brooks                            | Technicien de laboratoire de criminalité            |               |
| 2007  | Caméra d'anniversaire de Nicky       | David                                               |               |
| 2007  | Look                                 | Berry Krebbs                                        |               |
| 2008  | Quid Pro Quo (film) (en)             | Homme sur le trottoir                               |               |
| 2008  | Fragments                            | Stickman                                            |               |
| 2008  | Le Prix de la loyauté                | Lieutenant Fricker                                  |               |
| 2008  | La Malédiction de Molly Hartley      | Le père de Laurel                                   |               |
| 2009  | Le directeur de la discothèque       | Papa                                                |               |
| 2011  | Thor                                 | Agent Jackson                                       |               |
| 2011  | Dans ma poche                        | jerry                                               |               |
| 2011  | Henri                                | Marquer                                             | Court métrage |
| 2012  | Avengers                             | Agent Jackson (interviewé dans Celebration Montage) |               |
| 2012  | Argo                                 | William J. Daugherty                                |               |
| 2012  | Flare : la chasse                    | Burk                                                |               |
| 2014  | 50 contre 1                          | Dave Cotey                                          |               |
| 2014  | Night Call                           | Automobiliste paniqué                               |               |
| 2014  | Gone Girl                            | Donnelly                                            |               |
| 2014  | La récolte                           | L'homme                                             | Court métrage |
| 2017  | L'homme le plus méchant du Texas     | Capitaine Colt                                      |               |
| 2018  | Finis les jours                      | Docteur Jenkins                                     |               |
| 2019  | Togo                                 | Scott Allen                                         |               |
| 2020  | Mank                                 | Shelly Metcalf                                      |               |

### Télévision
| Year      | Title                             | Role                           | Notes                                               |
| --------- | --------------------------------- | ------------------------------ | --------------------------------------------------- |
| 2001      | Once and Again                    | Marshal #2                     | Épisode: "Armageddon"                               |
| 2001      | Black Scorpion                    | Charge #2                      | Épisode: "Power Play"                               |
| 2001      | Angel                             | Rebel #2 / Demon               | 2 épisodes                                          |
| 2001      | The Division                      | Patrolman #1                   | Épisode: "Virgin Territory"                         |
| 2001      | Six Feet Under                    | Paramedic                      | Épisode: "Knock, Knock"                             |
| 2001      | Philly                            | Detective                      | Épisode: "Pilot"                                    |
| 2001      | Becker                            | Customer                       | Épisode: "Really Good Advice"                       |
| 2001      | Star Trek: Enterprise             | Tactical Crewman               | Épisode: "The Andorian Incident"                    |
| 2001–2002 | NYPD Blue                         | Detective Paul Winslow / Eaton | 2 épisodes                                          |
| 2001–2005 | CSI: Crime Scene Investigation    | Eddie Vonner / Jeff Berlin     | 2 épisodes                                          |
| 2002      | Crossing Jordan                   | Hotel Manager                  | Épisode: "Lost and Found"                           |
| 2002      | The X-Files                       | Injured Soldier                | Épisode: "Providence"                               |
| 2002      | Alias                             | C.I.A. Agent                   | Épisode: "The Enemy Walks In"                       |
| 2002      | Firefly                           | Man                            | Épisode: "Serenity"                                 |
| 2003      | Fastlane                          | Officer Burton                 | Épisode: "Popdukes"                                 |
| 2003      | Tremors                           | Charlie Wilhelm                | Épisode: "Ghost Dance"                              |
| 2003      | ER                                | Josh Rushing                   | Épisode: "Finders Keepers"                          |
| 2003      | Monk                              | Iverson, Grounds Keeper        | Épisode: "Mr. Monk Goes Back to School"             |
| 2003      | Nip/Tuck                          | Father Michael Shannon         | Épisode: "Cara Fitzgerald"                          |
| 2003      | Boomtown                          | Criminologist / CSU            | 2 épisodes                                          |
| 2003      | The Handler                       | Police Officer                 | Épisode: "Bruno Comes Back"                         |
| 2003–2004 | 24                                | Gerry Whitehorn                | 6 épisodes                                          |
| 2004      | Deadwood                          | Ned Mason                      | Épisode: "Deadwood"                                 |
| 2004      | Dragnet                           |                                | Épisode: "Frame of Mind"                            |
| 2004      | The West Wing                     | Dr. Hardin                     | Épisode: "Third-Day Story"                          |
| 2004      | Cold Case                         | Leroy Lambert 1985             | Épisode: "Mind Hunters"                             |
| 2005      | Strong Medicine                   | Immigration official           | Épisode: "Implants, Transplants and Cuban Aunts"    |
| 2005      | Numb3rs                           | Paul Ballard                   | Épisode: "Prime Suspect"                            |
| 2005      | Without a Trace                   | Robert Healy                   | Épisode: "Transitions"                              |
| 2005      | Blind Justice                     | Greg Hermanson                 | Épisode: "Past Imperfect"                           |
| 2006      | Commander in Chief                | Andrew Dugan                   | 2 épisodes                                          |
| 2006      | Close to Home                     | Robert Waters                  | Épisode: "Community"                                |
| 2006      | CSI: Miami                        | Timothy Nash                   | Épisode: "Death Eminent"                            |
| 2006      | Criminal Minds                    | Peter Chambers                 | Épisode: "North Mammon"                             |
| 2006–2007 | The Nine                          | Henry Vartak                   | 5 épisodes                                          |
| 2007      | Heartland                         | Hal York                       | Épisode: "A Beautiful Day"                          |
| 2007      | The ½ Hour News Hour              | Timothy Cox                    | 12 épisodes                                         |
| 2007      | K-Ville                           | Deputy Carlsson                | Épisode: "Cobb's Webb"                              |
| 2007      | Women's Murder Club               | Henry Dow                      | Épisode: "The Past Comes Back to Haunt You"         |
| 2008      | My Name Is Earl                   | Carter O'Dell                  | 2 épisodes                                          |
| 2008      | The Riches                        | Declan Cassidy                 | Épisode: "Trust Never Sleeps"                       |
| 2008      | The Closer                        | Brian Monroe                   | Épisode: "Problem Child"                            |
| 2008      | The Mentalist                     | Jack Tanner                    | Épisode: "Red Tide"                                 |
| 2008      | My Own Worst Enemy                | Daniel Shaw                    | Épisode: "Henry and the Terrible... Day"            |
| 2008–2010 | Sons of Anarchy                   | Cameron Hayes                  | 12 épisodes                                         |
| 2009      | Psych                             | Roger                          | Épisode: "Six Feet Under the Sea"                   |
| 2009      | The Unit                          | Detective Renner               | Épisode: "Endgame"                                  |
| 2009      | Raising the Bar                   |                                | Épisode: "I'll Be Down to Get You in a Taxi, Honey" |
| 2009      | The Cleaner                       |                                | Épisode: "The Things We Didn't Plan"                |
| 2009      | Dark Blue                         | Frank                          | Épisode: "Betsy"                                    |
| 2009      | Crash                             | Chuck P.I.                     | Épisode: "Always See Your Face"                     |
| 2009      | Lincoln Heights                   | Special Agent Cooper           | Épisode: "Aftershock"                               |
| 2010      | Saving Grace                      | Travis Gabriel                 | Épisode: "Hear the Birds?"                          |
| 2010      | House                             | Cpt. McCreaney                 | Épisode: "Help Me"                                  |
| 2010      | Miami Medical                     | Detective King                 | Épisode: "Like a Hurricane"                         |
| 2010      | Chase                             |                                | Épisode: "Above the Law"                            |
| 2010      | NCIS                              | Samuel Hayes                   | Épisode: "False Witness"                            |
| 2011      | Breakout Kings                    | Xavier Price                   | Épisode: "Collected"                                |
| 2011      | Castle                            | Tony 'The Butcher' Valtini     | Épisode: "Heroes and Villains"                      |
| 2011–2013 | Southland                         | Sergeant Terry Hill            | 19 épisodes                                         |
| 2012      | Longmire                          | Bill Hoback                    | Épisode: "A Damn Shame"                             |
| 2012      | Franklin & Bash                   | Julian Aroyan                  | Épisode: "L'affaire Du Coeur"                       |
| 2012      | Breaking Bad                      | Wallace                        | Épisode: "Dead Freight"                             |
| 2012      | CSI: NY                           | Mitch Ventri                   | Épisode: "Misconceptions"                           |
| 2012      | Grimm                             | Johnny Kreski                  | Épisode: "To Protect and Serve Man"                 |
| 2012      | Vegas                             | Davey Cornaro                  | 2 épisodes                                          |
| 2013      | Ironside                          | Detective Callahan             | 2 épisodes                                          |
| 2013      | Touch                             | Mike O'Brien                   | Épisode: "Clockwork"                                |
| 2013      | King & Maxwell                    | Ray Martin                     | 2 épisodes                                          |
| 2013      | Ghost Ghirls                      | Agent Polaski                  | Épisode: "Hooker with a Heart of Ghoul"             |
| 2013      | Welcome to the Family             | Officer Simon                  | Épisode: "The Big RV Adventure"                     |
| 2013      | Cinnamon Girl                     | Mr. Carter                     | TV movie                                            |
| 2013      | Killing Kennedy                   | Richard Snyder                 | TV movie                                            |
| 2013      | The Advocates                     | Detective Murphy               | TV movie                                            |
| 2014      | Maron                             | Clint                          | Épisode: "White Truck"                              |
| 2014–2018 | The Fosters                       | Donald Jacob                   | 7 épisodes                                          |
| 2014–2017 | Scorpion                          | Patrick Quinn                  | 5 épisodes                                          |
| 2014–2016 | Murder in the First               | M.E. Justin Burnside           | 19 épisodes                                         |
| 2015      | Law & Order: Special Victims Unit | Luke Davis                     | Épisode: "Decaying Morality"                        |
| 2015      | Stalker                           | Gene Meadows                   | Épisode: "Fun and Games"                            |
| 2015      | Fear the Walking Dead             | Lt. Moyers                     | 2 épisodes                                          |
| 2015–2017 | Bloodline                         | Eric O'Bannon                  | 30 épisodes                                         |
| 2017      | Training Day                      | Special Agent Gerald Lynch     | Épisode: "Faultlines"                               |
| 2018      | Unsolved                          | Detective Fred Miller          | 10 Episodes                                         |
| 2018      | Bosch                             | Detective Francis Sheehan      | 10 Episodes                                         |
| 2019      | The Passage                       | Dr. Tim Fanning                |                                                     |
| 2020      | Star Trek: Picard                 | Zhaban                         | 3 épisodes                                          |
| 2020      | Seal Team                         | Captain Greyson Lindell        |                                                     |
| 2021      | CSI: Vegas                        | Anson Wix                      | Recurring role                                      |
| 2021      | Animal Kingdom                    | Max                            | 4 épisodes                                          |
| 2022      | La Défense Lincoln                | Det. Lankford                  | 10 épisodes                                         |
| 2022      | Wednesday                         | Sheriff Donovan Galpin         | Main role                                           |